# Stdio.h
Knihovna stdio.h (z anglického standard input output, což je standardní vstup a výstup) je základní knihovna jazyka C/C++. Tato knihovna se v C vkláda do hlavičky zdrojového kódu direktivnou #include <stdio.h>. Obdoba této knihovny v C++ je cstdio a vkládá se pomocí #include <cstdio>.

## Funkce printf
Prostřednictvím této funkce může program komunikovat s uživatelem.
Příkaz se zadává ve tvaru printf("~~");.
Mezi uvozovkami je vložen text, který se zobrazí uživateli. Mezi těmito uvozovkami mohou být tzv. escape sekvence umožňující zalamování řádků, backspace, vertikální a horizontální tabulátory i zvukovou výstrahu. Také je možné zde vložit proměnnou, za kterou se vloží číselná hodnota, jako například výstup předdefinované matematické operace.

## Příklad zdrojového kódu pro funkci printf
```
#include
 
<stdio.h>

int
 
main
()

{

    
printf
(
"Ahoj světe"
);

}

```

## Funkce scanf
Funkce scanf je funkce umožňující vkládat data. Tato funkce se zadává ve tvaru scanf("%f",&n);, kde %f udává jaký datový typ byl vložen (v tomto případě typ float, což je reálné číslo) a &x označuje předem deklarovanou proměnnou, pod kterou se uloží vložené číslo. Díky proměnným lze s těmito daty pracovat (vytvářet rovnice, podmínky a vkládat pohodlněji data do funkcí).

## Příklad zdrojového kódu pro funkci scanf
```
#include
 
<stdio.h>

int
 
main
()

{

    
float
 
x
;

    
printf
(
"Napis cislo: "
);

    
scanf
(
"%f"
,
 
&
x
);

    
printf
(
"Zadal jste cislo %f"
,
 
x
);

    
return
 
0
;

}

```

## Tabulka s přehledem nejpoužívanějších funkcí
| Příkaz     | Popis                                                      |
| ---------- | ---------------------------------------------------------- |
| printf     | formátovací výstup do stdout                               |
| scanf      | formátovací vstup ze stdin                                 |
| puts       | výstup do stdout (bez formátování)                         |
| getc/fgetc | zadání jednoho znaku ze souboru                            |
| getchar    | zadání jednoho znaku ze stdin                              |
| stdin      | získávání dat ze souboru (obvykle pomocí klávesnice)       |
| stdout     | výstup do souboru (obvykle obrazovka příkazového řádku)    |
| stderr     | chybový výstup                                             |
| fopen      | otevření souboru                                           |
| fclose     | zavření souboru                                            |
| ferror     | při chybě program vrací, že návratová hodnota se nerovná 0 |
| feof       | kontrola, zda byl dosažen EOF (End-Of-File) souboru        |
| rename     | přejmenování souboru                                       |
| remove     | mazání souboru                                             |
| fseek      | pohybování kurzorem v souboru                              |